# Irene van Griekenland (1904-1974)
Irene van Griekenland en Denemarken (Grieks: Πριγκίπισσα Ειρήνη της Ελλάδας και Δανίας) (Athene, 13 februari 1904 - Fiesole, 15 april 1974) was van 1941 tot 1943 koningin van Kroatië en van 1942 tot 1948 hertogin van Aosta. Ze was getrouwd met Tomislav II van Kroatië.

## Jeugd en huwelijk
Irene werd geboren als de middelste dochter van de Griekse kroonprins Constantijn I van Griekenland en zijn vrouw Sophie van Pruisen. Ze had drie broers, George, Alexander en Paul, die alle drie voor een bepaalde periode als koning van Griekenland zouden regeren. Haar oudere zus was de latere Roemeense koningin-moeder Helena van Griekenland. Catherine Brandram is haar jongere zuster. Irene was verwant aan diverse Europese koningshuizen. Haar grootouders van vaderskant waren koning George I van Griekenland en grootvorstin Olga Konstantinova van Rusland. De grootouders van moeders kant waren keizer Frederik III van Duitsland en de Engelse prinses Victoria van Saksen-Coburg en Gotha. Victoria was de dochter van de Engelse koningin Victoria. Haar oom was de Duitse keizer Wilhelm II.
In 1927 maakte haar oudere broer George haar verloving met prins Christiaan van Schaumburg-Lippe, een neef van prins Christiaan X van Denemarken, bekend. Uiteindelijk werd het huwelijk niet gesloten en trouwde Christiaan met zijn nicht Feodora van Denemarken. Op 1 juli 1939 trouwde Irene met Aimone van Savoye, de vierde hertog van Aosta. Het huwelijk vond plaats in Florence
Irene en Aimone kregen een zoon:
- Amadeus (1943)

## Koningin van Kroatië
Op 18 mei 1941 werd Aimone onder de naam Tomislav II gekroond tot koning van de Onafhankelijke Staat Kroatië. Irene werd de koningin van de nieuwe staat. Aimone en Irene zouden nooit voet op Kroatische bodem zetten. In de periode 1941-1942 diende Irene het Rode Kruis in de Sovjet-Unie. Op 3 maart 1942, na het overlijden van de derde hertog van Aosta, werd Aimone de vierde hertog van Aosta. Op 12 oktober 1943 deed Aimone afstand van zijn koningschap van Kroatië, nadat Italië zich had terug getrokken.
Irene was er geen voorstander van dat haar echtgenoot opnieuw de Kroon van Zvonomir, de Kroatische koningstroon, weer op zich nemen. Ze steunde hem in zijn strijd om van zijn verantwoordelijkheden in Kroatië af te komen. Na de wapenstilstand van de Geallieerden met het Koninkrijk Italië werd Irene gearresteerd en gevangengezet in een werkkamp in Oostenrijk en later in Polen. Irene en haar familie werden in een naziconcentratiekamp gezet in 1944. Amedeo, haar zoon en troonopvolger, was in die periode vaak ziek. Irene werd bevrijd door de Fransen. Prins Aimone overleed op 29 januari 1948 in Buenos Aires. Prinses Irene overleed na een lang ziekbed op 15 april 1974 in Fiesole.

## Titels
- 13 februari 1904 - 1 juli 1939: Hare Koninklijke Hoogheid Prinses Irene van Griekenland en Denemarken
- 1 juli 1939 - 18 mei 1941: Hare Koninklijke Hoogheid De hertogin van Spoleto
- 18 mei 1941 - 31 juli 1943: Hare Majesteit De koningin van Kroatië
- 3 maart 1942 - 29 januari 1948: Hare Koninklijke Hoogheid De hertogin van Aosta
- 29 januari 1948 - 15 april 1948: Hare Koninklijke Hoogheid De douairière hertogin van Aosta

## Kwartierstaat (voorouders)
| Christiaan IX van Denemarken (1818-1906) | Christiaan IX van Denemarken (1818-1906) | Christiaan IX van Denemarken (1818-1906) | Christiaan IX van Denemarken (1818-1906) | Christiaan IX van Denemarken (1818-1906) | Christiaan IX van Denemarken (1818-1906) | Louise van Hessen-Kassel (1817-1898)  | Louise van Hessen-Kassel (1817-1898)  | Louise van Hessen-Kassel (1817-1898)  | Louise van Hessen-Kassel (1817-1898)  | Louise van Hessen-Kassel (1817-1898)      | Louise van Hessen-Kassel (1817-1898)      |                                           |                                           | Constantijn Nikolajevitsj van Rusland (1827-1892) | Constantijn Nikolajevitsj van Rusland (1827-1892) | Constantijn Nikolajevitsj van Rusland (1827-1892) | Constantijn Nikolajevitsj van Rusland (1827-1892) | Constantijn Nikolajevitsj van Rusland (1827-1892) | Constantijn Nikolajevitsj van Rusland (1827-1892) | Alexandra van Saksen-Altenburg (1830-1911)  | Alexandra van Saksen-Altenburg (1830-1911)  | Alexandra van Saksen-Altenburg (1830-1911) | Alexandra van Saksen-Altenburg (1830-1911) | Alexandra van Saksen-Altenburg (1830-1911) | Alexandra van Saksen-Altenburg (1830-1911) |  |  | Wilhelm I van Duitsland (1797-1888) | Wilhelm I van Duitsland (1797-1888) | Wilhelm I van Duitsland (1797-1888) | Wilhelm I van Duitsland (1797-1888) | Wilhelm I van Duitsland (1797-1888)    | Wilhelm I van Duitsland (1797-1888)    | Augusta van Saksen-Weimar-Eisenach (1811-1890) | Augusta van Saksen-Weimar-Eisenach (1811-1890) | Augusta van Saksen-Weimar-Eisenach (1811-1890) | Augusta van Saksen-Weimar-Eisenach (1811-1890) | Augusta van Saksen-Weimar-Eisenach (1811-1890) | Augusta van Saksen-Weimar-Eisenach (1811-1890) |                                   |                                   | Albert van Saksen-Coburg en Gotha (1819-1861) | Albert van Saksen-Coburg en Gotha (1819-1861) | Albert van Saksen-Coburg en Gotha (1819-1861)   | Albert van Saksen-Coburg en Gotha (1819-1861)   | Albert van Saksen-Coburg en Gotha (1819-1861)   | Albert van Saksen-Coburg en Gotha (1819-1861)   | Victoria van het Verenigd Koninkrijk (1819-1901) | Victoria van het Verenigd Koninkrijk (1819-1901) | Victoria van het Verenigd Koninkrijk (1819-1901) | Victoria van het Verenigd Koninkrijk (1819-1901) | Victoria van het Verenigd Koninkrijk (1819-1901) | Victoria van het Verenigd Koninkrijk (1819-1901) |  |  |  |  |  |  |  |  |  |  |  |  |  |  |  |  |  |  |  |  |  |  |  |  |  |  |  |  |  |  |  |  |  |  |  |  |  |  |  |  |  |  |  |  |  |  |  |  |
| Christiaan IX van Denemarken (1818-1906) | Christiaan IX van Denemarken (1818-1906) | Christiaan IX van Denemarken (1818-1906) | Christiaan IX van Denemarken (1818-1906) | Christiaan IX van Denemarken (1818-1906) | Christiaan IX van Denemarken (1818-1906) | Louise van Hessen-Kassel (1817-1898)  | Louise van Hessen-Kassel (1817-1898)  | Louise van Hessen-Kassel (1817-1898)  | Louise van Hessen-Kassel (1817-1898)  | Louise van Hessen-Kassel (1817-1898)      | Louise van Hessen-Kassel (1817-1898)      |                                           |                                           | Constantijn Nikolajevitsj van Rusland (1827-1892) | Constantijn Nikolajevitsj van Rusland (1827-1892) | Constantijn Nikolajevitsj van Rusland (1827-1892) | Constantijn Nikolajevitsj van Rusland (1827-1892) | Constantijn Nikolajevitsj van Rusland (1827-1892) | Constantijn Nikolajevitsj van Rusland (1827-1892) | Alexandra van Saksen-Altenburg (1830-1911)  | Alexandra van Saksen-Altenburg (1830-1911)  | Alexandra van Saksen-Altenburg (1830-1911) | Alexandra van Saksen-Altenburg (1830-1911) | Alexandra van Saksen-Altenburg (1830-1911) | Alexandra van Saksen-Altenburg (1830-1911) |  |  | Wilhelm I van Duitsland (1797-1888) | Wilhelm I van Duitsland (1797-1888) | Wilhelm I van Duitsland (1797-1888) | Wilhelm I van Duitsland (1797-1888) | Wilhelm I van Duitsland (1797-1888)    | Wilhelm I van Duitsland (1797-1888)    | Augusta van Saksen-Weimar-Eisenach (1811-1890) | Augusta van Saksen-Weimar-Eisenach (1811-1890) | Augusta van Saksen-Weimar-Eisenach (1811-1890) | Augusta van Saksen-Weimar-Eisenach (1811-1890) | Augusta van Saksen-Weimar-Eisenach (1811-1890) | Augusta van Saksen-Weimar-Eisenach (1811-1890) |                                   |                                   | Albert van Saksen-Coburg en Gotha (1819-1861) | Albert van Saksen-Coburg en Gotha (1819-1861) | Albert van Saksen-Coburg en Gotha (1819-1861)   | Albert van Saksen-Coburg en Gotha (1819-1861)   | Albert van Saksen-Coburg en Gotha (1819-1861)   | Albert van Saksen-Coburg en Gotha (1819-1861)   | Victoria van het Verenigd Koninkrijk (1819-1901) | Victoria van het Verenigd Koninkrijk (1819-1901) | Victoria van het Verenigd Koninkrijk (1819-1901) | Victoria van het Verenigd Koninkrijk (1819-1901) | Victoria van het Verenigd Koninkrijk (1819-1901) | Victoria van het Verenigd Koninkrijk (1819-1901) |  |  |  |  |  |  |  |  |  |  |  |  |  |  |  |  |  |  |  |  |  |  |  |  |  |  |  |  |  |  |  |  |  |  |  |  |  |  |  |  |  |  |  |  |  |  |  |  |
|                                          |                                          |                                          |                                          |                                          |                                          |                                       |                                       |                                       |                                       |                                           |                                           |                                           |                                           |                                                   |                                                   |                                                   |                                                   |                                                   |                                                   |                                             |                                             |                                            |                                            |                                            |                                            |  |  |                                     |                                     |                                     |                                     |                                        |                                        |                                                |                                                |                                                |                                                |                                                |                                                |                                   |                                   |                                               |                                               |                                                 |                                                 |                                                 |                                                 |                                                  |                                                  |                                                  |                                                  |                                                  |                                                  |  |  |  |  |  |  |  |  |  |  |  |  |  |  |  |  |  |  |  |  |  |  |  |  |  |  |  |  |  |  |  |  |  |  |  |  |  |  |  |  |  |  |  |  |  |  |  |  |
|                                          |                                          |                                          |                                          | George I van Griekenland (1845-1913)     | George I van Griekenland (1845-1913)     | George I van Griekenland (1845-1913)  | George I van Griekenland (1845-1913)  | George I van Griekenland (1845-1913)  | George I van Griekenland (1845-1913)  |                                           |                                           |                                           |                                           |                                                   |                                                   | Olga Konstantinovna van Rusland (1851-1926)       | Olga Konstantinovna van Rusland (1851-1926)       | Olga Konstantinovna van Rusland (1851-1926)       | Olga Konstantinovna van Rusland (1851-1926)       | Olga Konstantinovna van Rusland (1851-1926) | Olga Konstantinovna van Rusland (1851-1926) |                                            |                                            |                                            |                                            |  |  |                                     |                                     |                                     |                                     | Frederik III van Duitsland (1831-1888) | Frederik III van Duitsland (1831-1888) | Frederik III van Duitsland (1831-1888)         | Frederik III van Duitsland (1831-1888)         | Frederik III van Duitsland (1831-1888)         | Frederik III van Duitsland (1831-1888)         |                                                |                                                |                                   |                                   |                                               |                                               | Victoria van Saksen-Coburg en Gotha (1840-1901) | Victoria van Saksen-Coburg en Gotha (1840-1901) | Victoria van Saksen-Coburg en Gotha (1840-1901) | Victoria van Saksen-Coburg en Gotha (1840-1901) | Victoria van Saksen-Coburg en Gotha (1840-1901)  | Victoria van Saksen-Coburg en Gotha (1840-1901)  |                                                  |                                                  |                                                  |                                                  |  |  |  |  |  |  |  |  |  |  |  |  |  |  |  |  |  |  |  |  |  |  |  |  |  |  |  |  |  |  |  |  |  |  |  |  |  |  |  |  |  |  |  |  |  |  |  |  |
|                                          |                                          |                                          |                                          | George I van Griekenland (1845-1913)     | George I van Griekenland (1845-1913)     | George I van Griekenland (1845-1913)  | George I van Griekenland (1845-1913)  | George I van Griekenland (1845-1913)  | George I van Griekenland (1845-1913)  |                                           |                                           |                                           |                                           |                                                   |                                                   | Olga Konstantinovna van Rusland (1851-1926)       | Olga Konstantinovna van Rusland (1851-1926)       | Olga Konstantinovna van Rusland (1851-1926)       | Olga Konstantinovna van Rusland (1851-1926)       | Olga Konstantinovna van Rusland (1851-1926) | Olga Konstantinovna van Rusland (1851-1926) |                                            |                                            |                                            |                                            |  |  |                                     |                                     |                                     |                                     | Frederik III van Duitsland (1831-1888) | Frederik III van Duitsland (1831-1888) | Frederik III van Duitsland (1831-1888)         | Frederik III van Duitsland (1831-1888)         | Frederik III van Duitsland (1831-1888)         | Frederik III van Duitsland (1831-1888)         |                                                |                                                |                                   |                                   |                                               |                                               | Victoria van Saksen-Coburg en Gotha (1840-1901) | Victoria van Saksen-Coburg en Gotha (1840-1901) | Victoria van Saksen-Coburg en Gotha (1840-1901) | Victoria van Saksen-Coburg en Gotha (1840-1901) | Victoria van Saksen-Coburg en Gotha (1840-1901)  | Victoria van Saksen-Coburg en Gotha (1840-1901)  |                                                  |                                                  |                                                  |                                                  |  |  |  |  |  |  |  |  |  |  |  |  |  |  |  |  |  |  |  |  |  |  |  |  |  |  |  |  |  |  |  |  |  |  |  |  |  |  |  |  |  |  |  |  |  |  |  |  |
|                                          |                                          |                                          |                                          |                                          |                                          |                                       |                                       |                                       |                                       | Constantijn I van Griekenland (1868-1923) | Constantijn I van Griekenland (1868-1923) | Constantijn I van Griekenland (1868-1923) | Constantijn I van Griekenland (1868-1923) | Constantijn I van Griekenland (1868-1923)         | Constantijn I van Griekenland (1868-1923)         |                                                   |                                                   |                                                   |                                                   |                                             |                                             |                                            |                                            |                                            |                                            |  |  |                                     |                                     |                                     |                                     |                                        |                                        |                                                |                                                |                                                |                                                | Sophie van Pruisen (1870-1932)                 | Sophie van Pruisen (1870-1932)                 | Sophie van Pruisen (1870-1932)    | Sophie van Pruisen (1870-1932)    | Sophie van Pruisen (1870-1932)                | Sophie van Pruisen (1870-1932)                |                                                 |                                                 |                                                 |                                                 |                                                  |                                                  |                                                  |                                                  |                                                  |                                                  |  |  |  |  |  |  |  |  |  |  |  |  |  |  |  |  |  |  |  |  |  |  |  |  |  |  |  |  |  |  |  |  |  |  |  |  |  |  |  |  |  |  |  |  |  |  |  |  |
|                                          |                                          |                                          |                                          |                                          |                                          |                                       |                                       |                                       |                                       | Constantijn I van Griekenland (1868-1923) | Constantijn I van Griekenland (1868-1923) | Constantijn I van Griekenland (1868-1923) | Constantijn I van Griekenland (1868-1923) | Constantijn I van Griekenland (1868-1923)         | Constantijn I van Griekenland (1868-1923)         |                                                   |                                                   |                                                   |                                                   |                                             |                                             |                                            |                                            |                                            |                                            |  |  |                                     |                                     |                                     |                                     |                                        |                                        |                                                |                                                |                                                |                                                | Sophie van Pruisen (1870-1932)                 | Sophie van Pruisen (1870-1932)                 | Sophie van Pruisen (1870-1932)    | Sophie van Pruisen (1870-1932)    | Sophie van Pruisen (1870-1932)                | Sophie van Pruisen (1870-1932)                |                                                 |                                                 |                                                 |                                                 |                                                  |                                                  |                                                  |                                                  |                                                  |                                                  |  |  |  |  |  |  |  |  |  |  |  |  |  |  |  |  |  |  |  |  |  |  |  |  |  |  |  |  |  |  |  |  |  |  |  |  |  |  |  |  |  |  |  |  |  |  |  |  |
|                                          |                                          |                                          |                                          |                                          |                                          |                                       |                                       |                                       |                                       |                                           |                                           |                                           |                                           |                                                   |                                                   |                                                   |                                                   |                                                   |                                                   |                                             |                                             |                                            |                                            |                                            |                                            |  |  |                                     |                                     |                                     |                                     |                                        |                                        |                                                |                                                |                                                |                                                |                                                |                                                |                                   |                                   |                                               |                                               |                                                 |                                                 |                                                 |                                                 |                                                  |                                                  |                                                  |                                                  |                                                  |                                                  |  |  |  |  |  |  |  |  |  |  |  |  |  |  |  |  |  |  |  |  |  |  |  |  |  |  |  |  |  |  |  |  |  |  |  |  |  |  |  |  |  |  |  |  |  |  |  |  |
|                                          |                                          |                                          |                                          |                                          |                                          |                                       |                                       |                                       |                                       |                                           |                                           |                                           |                                           |                                                   |                                                   |                                                   |                                                   |                                                   |                                                   |                                             |                                             |                                            |                                            |                                            |                                            |  |  |                                     |                                     |                                     |                                     |                                        |                                        |                                                |                                                |                                                |                                                |                                                |                                                |                                   |                                   |                                               |                                               |                                                 |                                                 |                                                 |                                                 |                                                  |                                                  |                                                  |                                                  |                                                  |                                                  |  |  |  |  |  |  |  |  |  |  |  |  |  |  |  |  |  |  |  |  |  |  |  |  |  |  |  |  |  |  |  |  |  |  |  |  |  |  |  |  |  |  |  |  |  |  |  |  |
|                                          |                                          |                                          |                                          | George II van Griekenland (1890-1947)    | George II van Griekenland (1890-1947)    | George II van Griekenland (1890-1947) | George II van Griekenland (1890-1947) | George II van Griekenland (1890-1947) | George II van Griekenland (1890-1947) |                                           |                                           | Alexander I van Griekenland (1893-1920)   | Alexander I van Griekenland (1893-1920)   | Alexander I van Griekenland (1893-1920)           | Alexander I van Griekenland (1893-1920)           | Alexander I van Griekenland (1893-1920)           | Alexander I van Griekenland (1893-1920)           |                                                   |                                                   | Helena van Griekenland (1896-1982)          | Helena van Griekenland (1896-1982)          | Helena van Griekenland (1896-1982)         | Helena van Griekenland (1896-1982)         | Helena van Griekenland (1896-1982)         | Helena van Griekenland (1896-1982)         |  |  | Paul I van Griekenland (1901-1964)  | Paul I van Griekenland (1901-1964)  | Paul I van Griekenland (1901-1964)  | Paul I van Griekenland (1901-1964)  | Paul I van Griekenland (1901-1964)     | Paul I van Griekenland (1901-1964)     |                                                |                                                | Irene van Griekenland (1904-1974)              | Irene van Griekenland (1904-1974)              | Irene van Griekenland (1904-1974)              | Irene van Griekenland (1904-1974)              | Irene van Griekenland (1904-1974) | Irene van Griekenland (1904-1974) |                                               |                                               | Catharina van Griekenland (1913-2007)           | Catharina van Griekenland (1913-2007)           | Catharina van Griekenland (1913-2007)           | Catharina van Griekenland (1913-2007)           | Catharina van Griekenland (1913-2007)            | Catharina van Griekenland (1913-2007)            |                                                  |                                                  |                                                  |                                                  |  |  |  |  |  |  |  |  |  |  |  |  |  |  |  |  |  |  |  |  |  |  |  |  |  |  |  |  |  |  |  |  |  |  |  |  |  |  |  |  |  |  |  |  |  |  |  |  |